# متس ماسریک
متس ماسریک (به ارمنی: Մեծ Մասրիկ) یک شهر در ارمنستان است که در استان گغارکونیک واقع شده‌است.  در  کیلومتری شمال گاوار، مرکز استان گغارکونیک واقع شده است.

## خصوصیات
متس ماسریک  ۲٬۷۹۲ نفر جمعیت دارد و در ارتفاع  متر بالاتر از سطح دریا قرار گرفته است.

## جاذبه‌های تاریخی

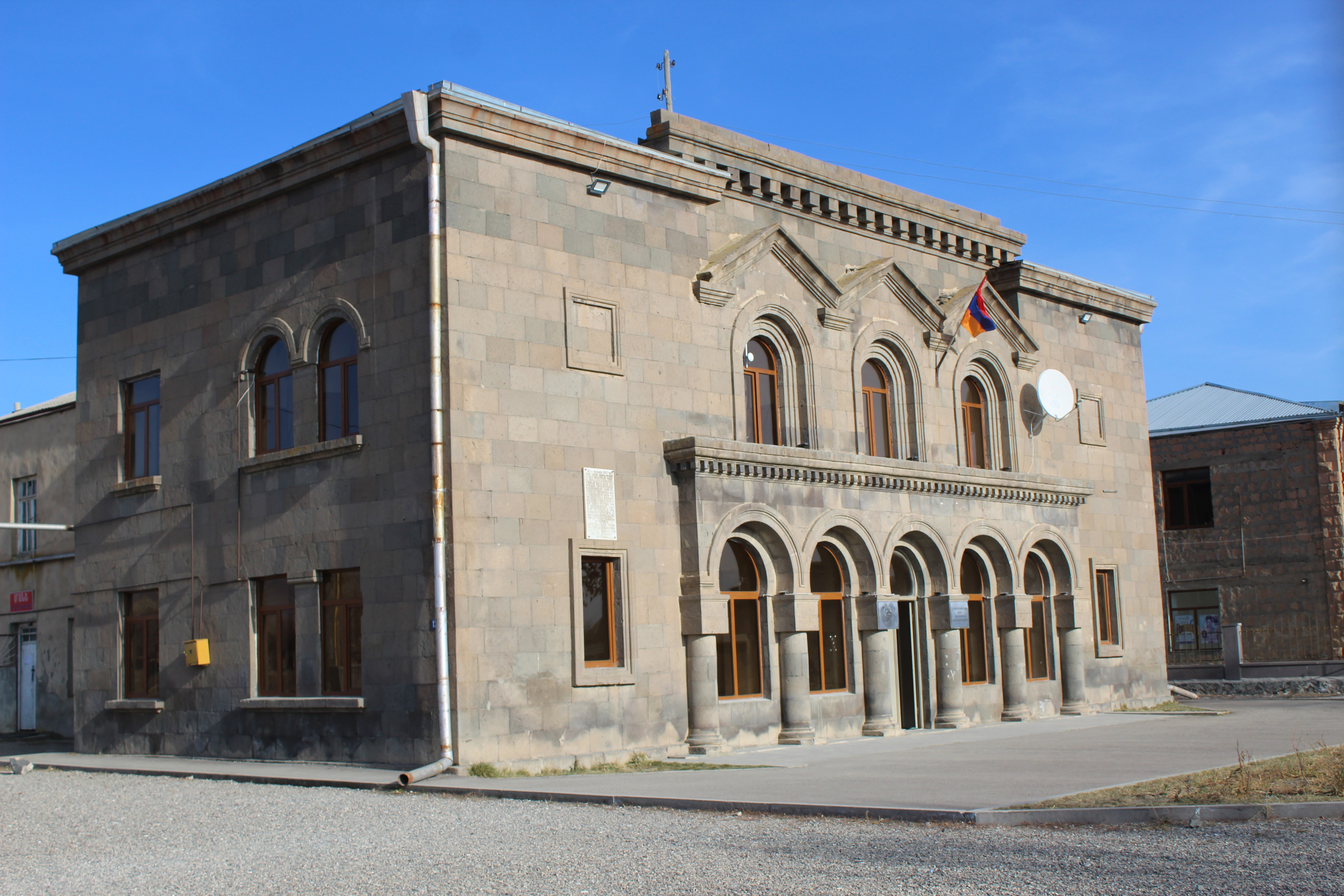
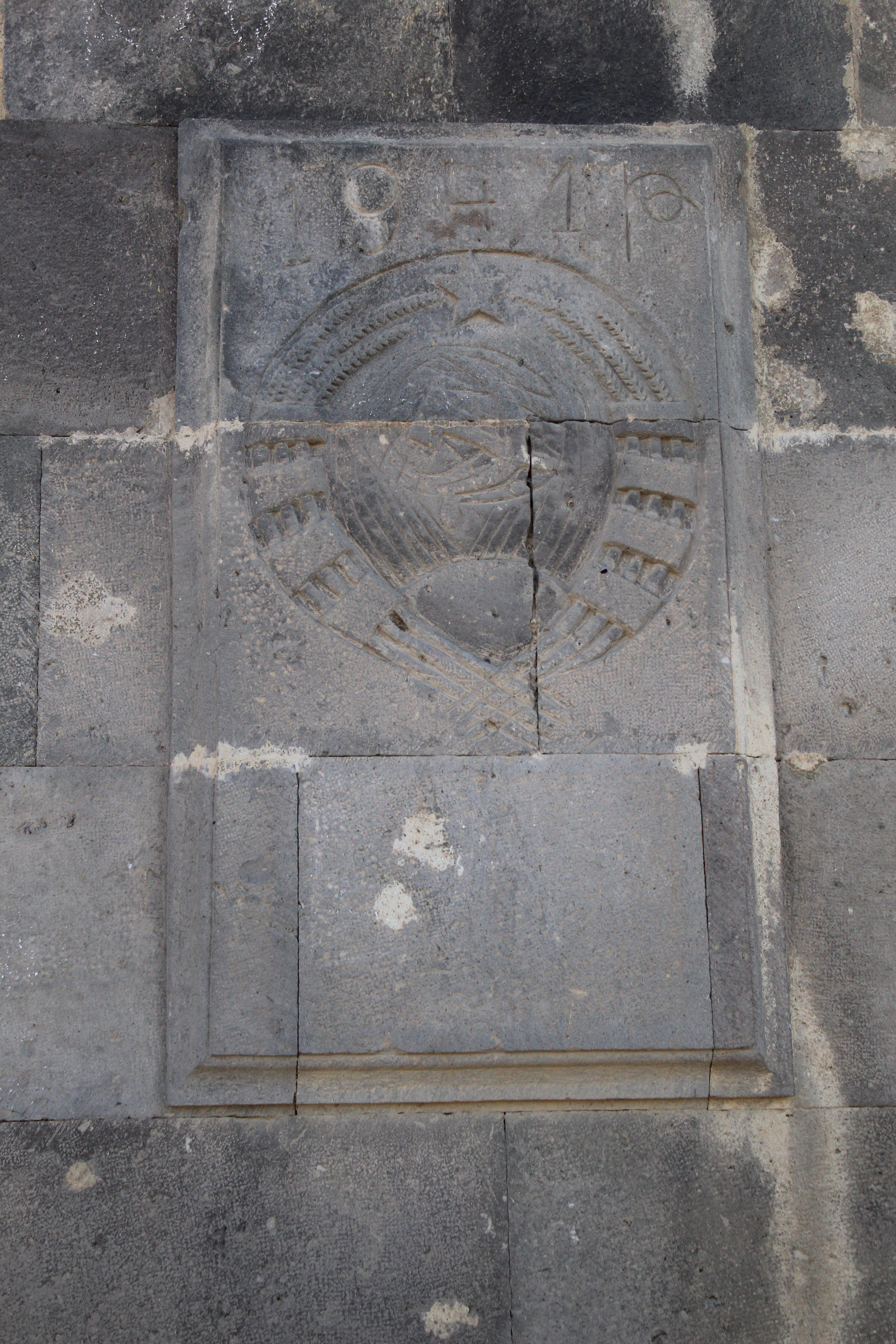
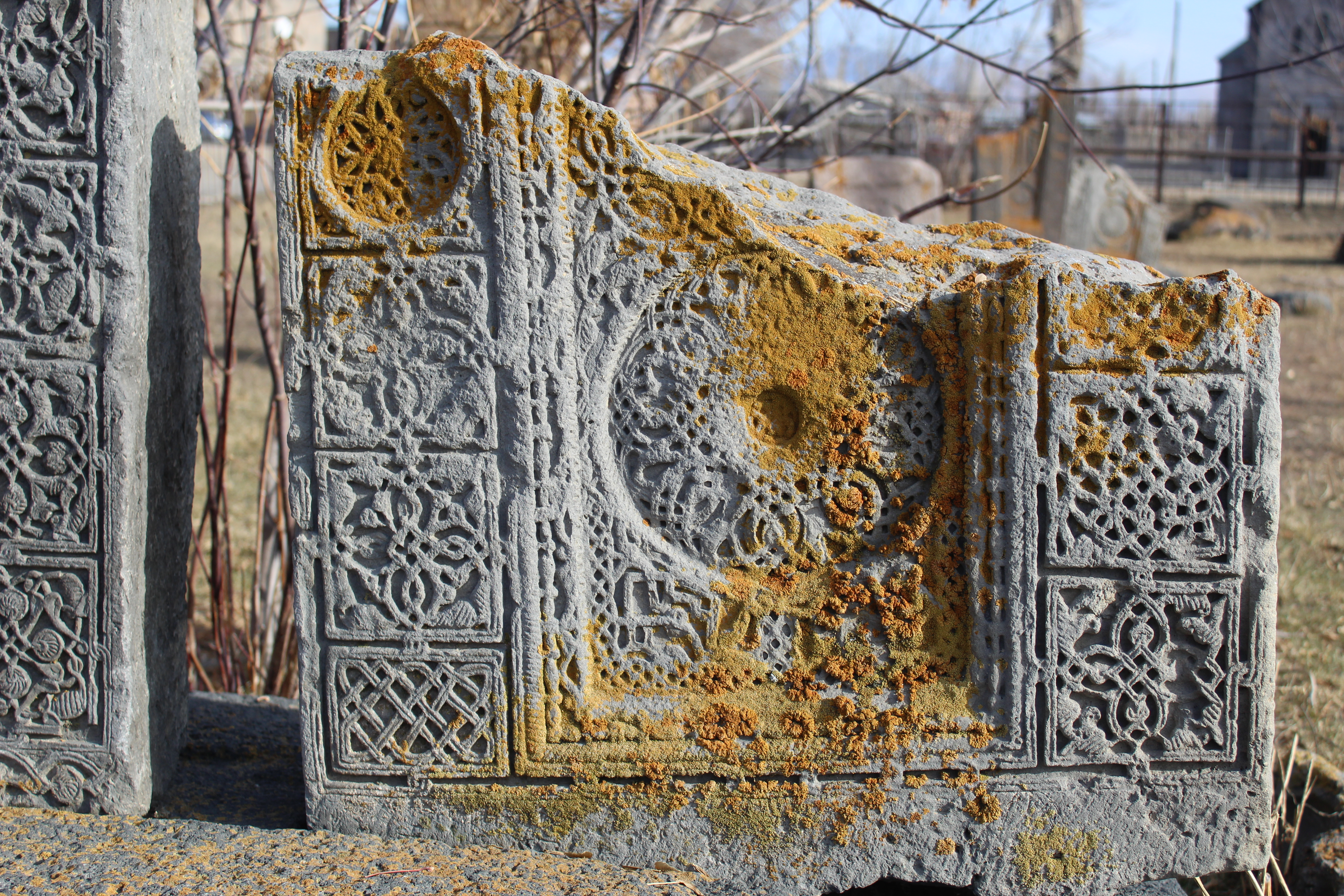
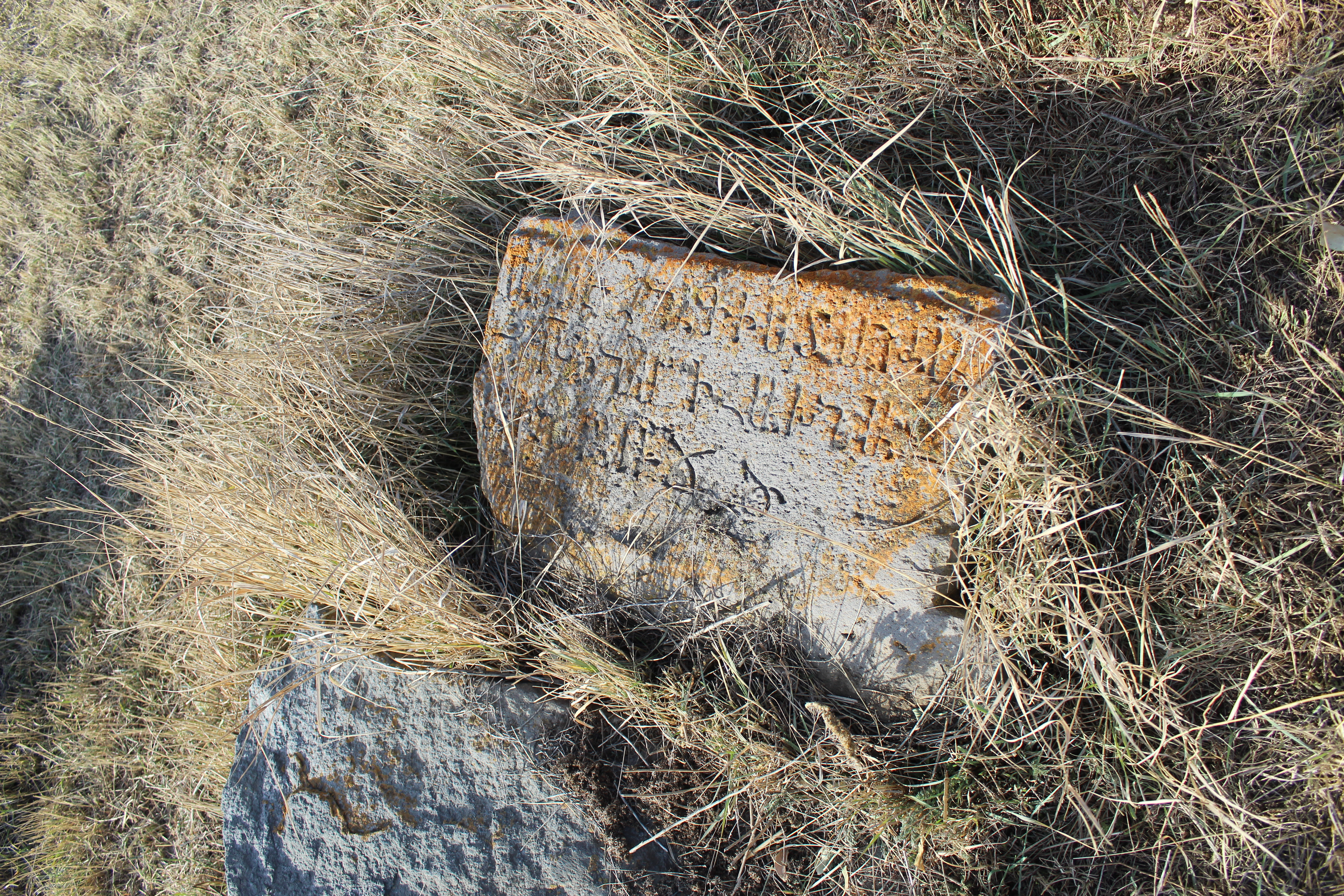